# Черемшанська сільська рада (Єльцовський район)
Черемша́нська сільська рада (рос. Черемшанский сельский совет) — сільське поселення у складі Єльцовського району Алтайського краю Росії.
Адміністративний центр та єдиний населений пункт — село Черемшанка.

## Населення
Населення — 324 особи (2019; 348 в 2010, 480 у 2002).